# Pedinothorax venezuelanus
Pedinothorax venezuelanus är en insektsart som beskrevs av Max Beier 1962. Pedinothorax venezuelanus ingår i släktet Pedinothorax och familjen vårtbitare. Inga underarter finns listade i Catalogue of Life.